# Atletika na Letních olympijských hrách 1972 – 400 metrů muži
 Běh na 400 metrů mužů na Letních olympijských hrách 1972 se uskutečnil ve dnech 3.− 7. září  na Olympijském stadionu v Mnichově. Vítězem se stal americký běžec Vincent Matthews, stříbro získal jeho krajan Wayne Collett a bronz Julius Sang z Keni.

## Výsledky finálového běhu
| *                | jméno                  | země                   | čas   |
| ---------------- | ---------------------- | ---------------------- | ----- |
| Zlatá medaile    | Vincent Matthews       | Spojené státy americké | 44,66 |
| Stříbrná medaile | Wayne Collett          | Spojené státy americké | 44,80 |
| Bronzová medaile | Julius Sang            | Keňa                   | 44,92 |
| 4                | Charles Asati          | Keňa                   | 45,13 |
| 5                | Horst-Rüdiger Schlöske | Západní Německo        | 45,31 |
| 6                | Markku Kukkoaho        | Finsko                 | 45,49 |
| 7                | Karl Honz              | Západní Německo        | 45,68 |
| 8                | John Smith             | Spojené státy americké | DNF   |